# Ophidiaster reyssi
Ophidiaster reyssi is een zeester uit de familie Ophidiasteridae.
De wetenschappelijke naam van de soort werd in 1977 gepubliceerd door Sibuet.